# André Chaumet
André Chaumet, né le 28 juillet 1914 à Paris et mort le 12 novembre 1983 à Azay-sur-Cher, est un journaliste et éditeur collaborationniste et antisémite français.
Membre du PPF, il dirige sous l'Occupation différentes revues : Notre Combat, Le Cahier jaune, Revivre, Germinal. Il est vice-président de l'Association des journalistes antijuifs (AJA).

## Biographie
Né le 28 juillet 1914 au no 105 de la rue Saint-Honoré, André est le fils de Rose Adèle Chaumet, née Bigouret, et d'Armand Chaumet (1882-1918), employé de commerce. Tué par un obus à Coivrel le 30 avril 1918, Armand Chaumet est déclaré mort pour la France : son fils est par conséquent reconnu pupille de la Nation le 25 février 1920.
Le 2 mars 1935, le jeune journaliste épouse une sténo-dactylo de 18 ans, Marie-Louise Démarez.
Correspondant du Service mondial à partir de 1935, André Chaumet est journaliste à Paris Soir. 

### La Collaboration
Pendant la Seconde Guerre mondiale, il est notamment l'éditeur de la revue Le Cahier Jaune, qui parait de novembre 1941 à février 1943 (n°13). L'Institut d'étude des questions juives (IEQJ), dont la principale activité était la diffusion de propagande antisémite, est le financeur de cette revue. La rédaction de l'AJA partage d'ailleurs la même adresse que le siège de l'IEQJ, 21 rue La Boétie.

Un des articles d'André Chaumet dans Le Cahier jaune évoque ainsi le port de l'étoile jaune, : 

« Les Juifs, ils étaient Juifs. L'étoile est là, maintenant, accusatrice, qui explique, et au-delà, la parfaite spontanéité des bobards, la prolixité de l'imagination, la langue haineuse et les paroles doucettement venimeuses de tous ceux qu'hier encore nous pouvions prendre pour des gens comme nous ! Entre autres clartés, l'étoile nous aura permis de revenir, toute révérence gardée, sur les vieilles lunes d'autrefois. »

Une nouvelle revue suit, intitulée Revivre (avec comme sous-titre « Le grand magazine illustré de la race »). Elle est publiée de mars 1943 au 20 juillet 1944, cette fois directement en lien avec Vichy, et également dirigée par Chaumet.
Il adhère publiquement au Parti populaire français (PPF) en novembre 1942.
Avec d'autres rédacteurs, comme Henry Coston et George Montandon, il participe à la fin avril 1944 à la publication de la brochure violemment antisémite intitulée Je vous hais, dont le titre est une allusion à une réplique attribuée à Léon Blum lors d’une intervention à la Chambre des députés au printemps 1926, et dans laquelle on peut lire une apologie des camps de concentration.
En fuite et reconnu coupable d'intelligence avec l'ennemi, Chaumet est condamné par contumace à la mort et à la dégradation nationale le 27 octobre 1947.
André Chaumet meurt le 12 novembre 1983 à Azay-sur-Cher.

## Publications
- (avec H.-R. Bellanger) Les Juifs et Nous, 1941
- Le Cahier Jaune (revue), Paris
- Revivre (revue), Paris-Vichy